# Saltos ornamentais nos Jogos Olímpicos de Verão de 2024
As competições de saltos ornamentais nos Jogos Olímpicos de Verão de 2024 em Paris, na França, aconteceram entre 27 de julho e 10 de agosto de 2024 no Centro Aquático de Paris. Um total de 136 saltadores, com distribuição igualitária entre  homens e mulheres, competiram em oito eventos de medalhas (quatro por gênero no individual e no sincronizado), mesma quantidade das últimas edições olímpicas.

## Qualificação
Um total de 136 vagas, com divisão igualitária entre homens e mulheres, estavam disponíveis para Paris 2024. Os Comitês Olímpicos Nacionais (CON) poderiam inscrever no máximo dois saltadores cada nos eventos individuais masculino e feminino e uma dupla por gênero nos eventos sincronizados, respeitando o limite de dezesseis membros (oito por gênero) por CON. Para se qualificar aos Jogos, todos os saltadores deveriam ter 14 anos ou mais até 31 de dezembro de 2023; além de participar de vários encontros internacionais aprovados pela World Aquatics.
Eventos individuais
Os pontos de qualificação para cada um dos eventos individuais de trampolim e plataforma (masculino e feminino) foram atribuídos da seguinte forma:
- Campeonato Mundial de 2023 – os doze primeiros finalistas de cada evento individual obtiveram uma vaga para seu CON no Campeonato Mundial de Esportes Aquáticos de 2023 em Fukuoka, Japão;
- Torneios de Qualificação Continentais – os vencedores de cada evento individual obtiveram uma cota de vaga para seu CON em um dos cinco torneios continentais (África, Américas, Ásia, Europa e Oceania) aprovados pela World Aquatics;
- Campeonato Mundial de 2024 – doze saltadores de melhor classificação elegíveis para qualificação obtiveram uma vaga de cota para seu CON em cada evento individual no Campeonato Mundial de Esportes Aquáticos de 2024 em Doha, Catar, respeitando o limite de dois CONs e sem ultrapassar a cota total de 136;
- Realocação – tiveram direito a vagas adicionais os saltadores qualificados a partir do décimo terceiro lugar ou acima em seus eventos individuais correspondentes, respeitando o limite de dois CONs, no Campeonato Mundial de Esportes Aquáticos de 2024 até se atingir a cota total de 136;
- País sede – como país sede, a França reservou quatro vagas masculinas e quatro femininas a serem distribuídas em cada um dos eventos individuais.

Eventos sincronizados
Cada evento sincronizado apresenta oito duplas de seus respectivos CONs, compostas pelos seguintes critérios:
- As três primeiras duplas do Campeonato Mundial de Esportes Aquáticos de 2023, em Fukuoka, Japão;
- As quatro melhores duplas ainda não classificadas no Campeonato Mundial de Esportes Aquáticos de 2024 em Doha, Catar;
- Uma vaga reservada para o país-sede, França.

## Calendário
As competições de saltos ornamentais se iniciaram em 27 de julho com o trampolim de 3 metros sincronizado feminino e se encerraram em 10 de agosto de 2024 com a definição da plataforma de 10 m individual masculino.
| P | Preliminares | ½ | Semifinais | F | Final |

| DataEvento                             | Sáb 27 jul | Seg 29 jul | Qua 31 jul | Sex 2 ago | Seg 5 ago | Seg 5 ago | Ter 6 ago | Qua 7 ago | Qui 8 ago | Sex 9 ago | Sáb 10 ago | Sáb 10 ago |
| -------------------------------------- | ---------- | ---------- | ---------- | --------- | --------- | --------- | --------- | --------- | --------- | --------- | ---------- | ---------- |
| Trampolim 3 m masculino                |            |            |            |           |           |           | P         | ½         | F         |           |            |            |
| Plataforma 10 m masculino              |            |            |            |           |           |           |           |           |           | P         | ½          | F          |
| Trampolim 3 m sincronizado masculino   |            |            |            | F         |           |           |           |           |           |           |            |            |
| Plataforma 10 m sincronizado masculino |            | F          |            |           |           |           |           |           |           |           |            |            |
| Trampolim 3 m feminino                 |            |            |            |           |           |           |           | P         | ½         | F         |            |            |
| Plataforma 10 m feminino               |            |            |            |           | P         | ½         | F         |           |           |           |            |            |
| Trampolim 3 m sincronizado feminino    | F          |            |            |           |           |           |           |           |           |           |            |            |
| Plataforma 10 m sincronizado feminino  |            |            | F          |           |           |           |           |           |           |           |            |            |

## Nações participantes
Ao todo, 32 CONs enviaram seus saltadores qualificados. Entre parênteses encontra-se representada a quantidade de competidores.
- RSA África do Sul (1)
- GER Alemanha (9)
- AUS Austrália (9)
- AUT Áustria (1)
- BRA Brasil (1)
- CAN Canadá (5)
- CHN China (10)
- COL Colômbia (3)
- PRK Coreia do Norte (3)
- KOR Coreia do Sul (6)
- CUB Cuba (2)
- EGY Egito (4)
- ESP Espanha (4)
- USA Estados Unidos (11)
- FRA França (9)
- GBR Grã-Bretanha (11)
- IRL Irlanda (2)
- ITA Itália (8)
- JAM Jamaica (1)
- JPN Japão (5)
- LAT Letônia (1)
- MAS Malásia (2)
- MEX México (9)
- NOR Noruega (1)
- NZL Nova Zelândia (1)
- NED Países Baixos (1)
- POL Polônia (1)
- PUR Porto Rico (1)
- DOM República Dominicana (3)
- SWE Suécia (1)
- UKR Ucrânia (8)
- UZB Uzbequistão (1)

## Medalhistas
Masculino
| Evento                                | Ouro                               | Prata                                    | Bronze                                        |
| ------------------------------------- | ---------------------------------- | ---------------------------------------- | --------------------------------------------- |
| Trampolim 3 m individual detalhes     | Xie Siyi CHN China                 | Wang Zongyuan CHN China                  | Osmar Olvera MEX México                       |
| Plataforma 10 m individual detalhes   | Cao Yuan CHN China                 | Rikuto Tamai JPN Japão                   | Noah Williams GBR Grã-Bretanha                |
| Trampolim 3 m sincronizado detalhes   | Long Daoyi Wang Zongyuan CHN China | Juan Celaya Osmar Olvera MEX México      | Anthony Harding Jack Laugher GBR Grã-Bretanha |
| Plataforma 10 m sincronizado detalhes | Lian Junjie Yang Hao CHN China     | Tom Daley Noah Williams GBR Grã-Bretanha | Rylan Wiens Nathan Zsombor-Murray CAN Canadá  |

Feminino
| Evento                                | Ouro                              | Prata                                       | Bronze                                                  |
| ------------------------------------- | --------------------------------- | ------------------------------------------- | ------------------------------------------------------- |
| Trampolim 3 m individual detalhes     | Chen Yiwen CHN China              | Maddison Keeney AUS Austrália               | Chang Yani CHN China                                    |
| Plataforma 10 m individual detalhes   | Quan Hongchan CHN China           | Chen Yuxi CHN China                         | Kim Mi-rae PRK Coreia do Norte                          |
| Trampolim 3 m sincronizado detalhes   | Chang Yani Chen Yiwen CHN China   | Sarah Bacon Kassidy Cook USA Estados Unidos | Yasmin Harper Scarlett Mew Jensen GBR Grã-Bretanha      |
| Plataforma 10 m sincronizado detalhes | Chen Yuxi Quan Hongchan CHN China | Jo Jin-mi Kim Mi-rae PRK Coreia do Norte    | Andrea Spendolini-Sirieix Lois Toulson GBR Grã-Bretanha |

## Quadro de medalhas
| Ordem | País                | Medalha de ouro | Medalha de prata | Medalha de bronze |    | Ordem por total |
| ----- | ------------------- | --------------- | ---------------- | ----------------- | -- | --------------- |
| 1     | CHN China           | 8               | 2                | 1                 | 11 | 1               |
| 2     | GBR Grã-Bretanha    |                 | 1                | 4                 | 5  | 2               |
| 3     | PRK Coreia do Norte |                 | 1                | 1                 | 2  | 3               |
|       | MEX México          |                 | 1                | 1                 | 2  | 3               |
| 5     | AUS Austrália       |                 | 1                |                   | 1  | 5               |
|       | USA Estados Unidos  |                 | 1                |                   | 1  | 5               |
|       | JPN Japão           |                 | 1                |                   | 1  | 5               |
| 8     | CAN Canadá          |                 |                  | 1                 | 1  | 5               |
| TOTAL | TOTAL               | 8               | 8                | 8                 | 24 | —               |